# Laacher See
Laacher See (phát âm tiếng Đức: [ˈlaːxɐ ˈzeː]), hoặc cũng được biết tới dưới cái tên hồ Laach, là một hồ miệng núi lửa có đường kính khoảng 2 km (1,2 mi) tại Rhineland-Palatinate, Germany, cách Koblenz 24 km (15 mi) về phía Tây Bắc, cách Bonn 37 km (23 mi) về phía Nam, và cách Andernach 8 km (5,0 mi) về phía Tây. Nó nằm trên dãy núi Eifel, và là một phần của dãy núi Eifel, và là một phần của vùng núi lửa Đông Eifel bên trong một vùng núi lửa Eifel rộng lớn hơn. Hồ này được hình thành bởi một vụ nổ Plinian khoảng 13,000 năm BP với một chỉ số độ lớn núi lửa (VEI) là 6, cùng cấp độ với vụ phun trào núi lửa Pinatubo vào năm 1991.

## Miêu tả
Hồ có hình bầu dục và được bao bọc bởi các bờ cao. Dung nham của hồ đã được khai thác để làm cối xay từ thời La Mã cho đến khi sự xuất hiện của con lăn sắt để nghiền ngũ cốc.
Ở khu vực bờ Tây của hồ có Biển Đức Maria Laach Abbey (Abbatia Lacensis), được hình thành vào năm 1093 bởi Henry II của Laach của Nhà Luxembourg, hành cung Bá tước xứ Rhein đầu tiên, người có lâu đài của mình đối diện với tu viện phía trên bờ hồ ở phía đông.
Hồ không có đường thoát nước tự nhiên, nhưng nước ở đây được thông thoát bằng một đường hầm được đào trước năm 1170 và đã được xây dựng lại nhiều lần sau đó. Nó được đặt theo tên của Fulbert, tu viện trưởng từ năm 1152–1177, người được cho là đã xây dựng nó.